# Аксий (Лобов)
Архиепи́скоп А́ксий (в миру Дмитрий Борисович Лобов; род. 24 мая 1980, Рязань, Рязанская область, СССР) — архиерей Русской православной церкви, архиепископ Подольский и Люберецкий.
Тезоименитство — 9 (22) августа (память преподобного Аксия Соловецкого, Кашкаранского, в Соборе Соловецких святых).

## Биография
Родился 24 мая 1980 года в Рязани в семье рабочих, крещен во младенчестве. С 11 лет алтарничал в храме Живоначальной Троицы посёлка Мурмино Рязанской области.
В 1997 году по окончании средней школы № 17 поступил в Рязанскую государственную радиотехническую академию (ныне — университет), которую окончил в 2002 году с присвоением квалификации «инженер-радиотехник».
Летом 2002 года прибыл на подворье Соловецкого монастыря в Москве (Храм Великомученика Георгия Победоносца в Ендове). В апреле 2003 года принят в число братии Соловецкой обители.
В 2003 году поступил в Московскую духовную семинарию, которую окончил в 2008 году.
24 декабря 2003 года наместником Соловецкого монастыря архимандритом Иосифом (Братищевым) пострижен в монашескую мантию с наречением имени Аксий в честь преподобного Аксия Кашкаранского, Соловецкого чудотворца.
С 2003 года преподавал Закон Божий в воскресной школе при подворье, а с 2004 года — преподаватель и директор воскресной школы.
28 февраля 2004 года архиепископом Истринским Арсением (Епифановым) рукоположен в сан иеродиакона, а 24 июня 2005 года — в сан иеромонаха.
В марте 2008 года по благословению Патриарха Алексия II назначен на должность помощника настоятеля подворья.
В 2011 году поступил Московскую духовную академию, которую окончил в 2016 году.
22 мая 2013 года был удостоен богослужебной награды — права ношения наперсного креста.
В начале 2017 года по благословению Патриарха Московского и всея Руси Кирилла командирован в Нерчинскую епархию. 13 января 2017 года митрополитом Читинским и Петровск-Забайкальским Димитрием, временно управляющим Нерчинской епархией, назначен благочинным Нерченского округа и одновременно ключарем и председателем приходского совета кафедрального собора Воскресения Христова города Нерчинска, а 9 марта — также и руководителем миссионерского отдела Нерчинской епархии.

### Архиерейство
4 мая 2017 года решением Священного синода РПЦ избран епископом Нерчинским и Краснокаменским.
10 мая митрополитом Санкт-Петербургским и Ладожским Варсонофием (Судаковым) в храме Всех Святых, в земле Русской просиявших в патриаршей и синодальной резиденция в Даниловом монастыре возведён в сан архимандрита.
3 июня наречён во епископа в тронном зале патриарших покоев Троице-Сергиевой лавры. Наречение совершили патриарх Московский и всея Руси Кирилл, митрополит Смоленский и Дорогобужский Исидор (Тупикин), архиепископ Верейский Евгений (Решетников), архиепископ Калининградский и Балтийский Серафим (Мелконян), архиепископ Сергиево-Посадский Феогност (Гузиков), архиепископ Солнечногорский Сергий (Чашин), епископ Воскресенский Савва (Михеев).
18 июня рукоположён в сан епископа в храме Христа Спасителя. Рукоположение совершили патриарх Московский и всея Руси Кирилл (Гундяев), митрополит Крутицкий и Коломенский Ювеналий (Поярков), митрополит Волоколамский Иларион (Алфеев), митрополит Истринский Арсений (Епифанов), митрополит Читинский и Петровск-Забайкальский Димитрий (Елисеев), архиепископ Верейский Евгений (Решетников), архиепископ Сергиево-Посадский Феогност (Гузиков), епископ Видновский Тихон (Недосекин), епископ Дмитровский Феофилакт (Моисеев), епископ Серпуховской Роман (Гаврилов), епископ Орехово-Зуевский Пантелеимон (Шатов), епископ Воскресенский Савва (Михеев), епископ Балашихинский Николай (Погребняк), епископ Зарайский Константин (Островский), епископ Егорьевский Тихон (Шевкунов), епископ Богородский Антоний (Севрюк), епископ Бронницкий Парамон (Голубка), епископ Луховицкий Петр (Дмитриев), епископ Люберецкий Серафим (Амельченков).
4 апреля 2019 года решением Священного синода назначен епископом Южно-Сахалинским и Курильским. 21 апреля в связи с назначением на Южно-Сахалинскую кафедру в храме Христа Спасителя патриархом Кириллом был возведён в сан архиепископа.
11 марта 2020 года Священным синодом утверждён священноархимандритом Покровского мужского монастыря города Корсакова Сахалинской области.
13 апреля 2021 года определён правящим архиереем вновь образованной Подольской епархии, епископом Подольским и Люберецким.
27 декабря 2023 года решением Священного синода РПЦ назначен временным управляющим Ереванско-Армянской епархией.

## Награды
- Памятный знак «Орден великого князя Сергея Александровича» (ИППО) (2020)[13].